# Římskokatolická farnost Stříbrnice
Římskokatolická farnost Stříbrnice  je územní společenství římských katolíků s farním kostelem svatého Prokopa v děkanátu Uherské Hradiště.

## Historie
První písemná zmínka pochází z roku 1141. Nejstarší stavbou obce je kaple sv. Prokopa z poloviny 18. století. Současný farní kostel byl postaven v letech 1907–1908. Zakládací a dotační listina farnosti byla sepsána na svátek sv. Prokopa 4. července 1910.

## Duchovní správci
Od roku 1910 působilo ve farnosti 9 duchovních správců:
- P. Martin Bogár
- P. Petr Crhák (narozen 1891 ve Stříbrnicích)
- P. Vincenc Vaněk (1875–1957)
- P. Richard Němčák (1884–1980)[3]
- P. Alois Hrziwnatský
- P. Ignác Kuhn (* 1888)
- P. Josef Macík (* 1906, ve Stříbrnicích působil přes 40 let)
- P. Alois Randa (1927–2012, působil zde v letech 1990–2009)[4]
- P. Mgr. Anton Kasan (* 1967, farnost spravuje od roku 2009 jako administrátor excurrendo ze sousední boršické farnosti)

## Bohoslužby
| Kostel          | Místo      | Bohoslužba (den)   | Hodina                                                                       | Poznámka     |
| --------------- | ---------- | ------------------ | ---------------------------------------------------------------------------- | ------------ |
| svatého Prokopa | Stříbrnice | neděle úterý pátek | 9.30 17.30 (zimní čas)/17.45 (letní čas) 16.30 (zimní čas)/17.45 (letní čas) | farní kostel |

## Aktivity ve farnosti
Pravidelně se konají duchovní obnovy a setkání společenství, probíhá výuka náboženství.
Ve farnosti se pravidelně pořádá tříkrálová sbírka. V roce 2017 dosáhl výtěžek sbírky 11 962 korun.